# Pedro Berruguete
Pedro Berruguete (Paredes de Nava, 1450 circa – Avila, 1504 circa) è stato un pittore spagnolo.

## Biografia
Nato nella cittadina spagnola di Paredes de Nava, in provincia di Palencia, si formò nella cerchia di Fernando Gallego, dimostrando fin dalle prime opere una chiara ascendenza fiamminga, in particolare legata al realismo di Jan van Eyck. I traffici con le Fiandre e gli interessi artistici di regnanti come Alfonso d'Aragona avevano dopotutto legato a doppio filo la scuola fiamminga con quella spagnola, che ne era diventata la principale derivazione in Europa.
Nel 1474 Pedro Berruguete si trasferì in Italia, trovando lavoro alla corte di Federico da Montefeltro a Urbino, dove collaborò col fiammingo Giusto di Gand alla decorazione del Palazzo Ducale. In quell'ambiente raffinato e intellettualmente colto Berruguete portò una nota di pungente realismo, che fu alla base di una sintesi tra tradizione italiana e tradizione nordica. Con Giusto di Gand si occupò in particolare della decorazione dello Studiolo, dove aveva dipinto una serie di ritratti a mezzobusto di uomini illustri del passato e del presente, oggi divisi equamente fra il Louvre e la Galleria nazionale delle Marche di Urbino. Opera emblematica del suo soggiorno urbinate fu il Ritratto di Federico da Montefeltro col figlio Guidobaldo (1475 circa), oggi sempre nella Galleria nazionale. Più controversa è l'attribuzione delle Allegorie delle Arti Liberali, raffigurate su troni sontuosi decorati da gemme e perle, che erano state dipinte per la Biblioteca Ducale e oggi sono alla National Gallery di Londra. A Urbino fu amico e collaboratore di Melozzo da Forlì, dal quale rimase influenzato al punto che il suo "processo di italianizzazione [...] si svolge in modi melozziani".
Partì da Urbino nel 1482 e tornò in Spagna l'anno successivo, dove dipinse in diverse città come Siviglia, Toledo e Avila. Qui trovò un ambiente meno all'avanguardia, al quale si adattò tornando a dipingere fondi oro e tavole dal decorativismo esasperato.
Spicca in questo periodo il Retablo per la chiesa di Sant'Eulalia a Paredes de Nava e quello del duomo d'Ávila, dove riemergono i ricordi dell'esperienza italiana nell'interesse prospettico e luministico. Lasciata incompiuta, fu terminata da Juan de Borgoña.
Fu padre di Alonso Berruguete, attivo sia come pittore che scultore, considerato uno dei maggiori artisti del Manierismo spagnolo. Come il padre mantenne la tradizione dei contatti in Italia, soggiornando per un certo periodo a Firenze.

## Opere

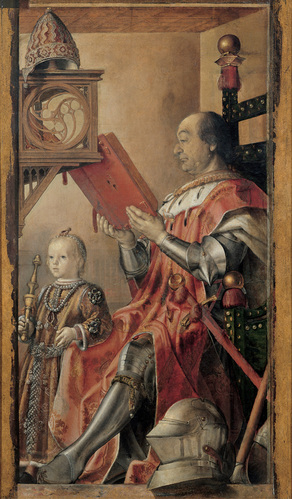
Ritratto di Federico da Montefeltro col figlio Guidobaldo

- Ritratto di Federico da Montefeltro col figlio Guidobaldo
- San Domenico e gli albigesi
- Autodafé presieduto da san Domenico di Guzmán